# تورسفولور
ملعب تورسفولور هو ملعب كرة قدم يقع في تورسهافن عاصمة جزر فارو. يسع الملعب لجلوس 6 آلاف متفرج.
يعتبر الملعب الرسمي الذي يخوض فيه منتخب جزر فارو مبارياته الدولية . تم افتتاح الملعب في سنة 2000.